# Liste des îles des Seychelles
L'archipel des Seychelles compte 115 îles et îlots principaux, granitiques, ou coralliennes de type atoll ou caye. Avec le dénombrement de tous les îlots ayant reçu un nom, on arrive à un total de 199, non compris les îles artificielles des ports de Mahé (6) et Praslin (1).

## Îles Intérieures

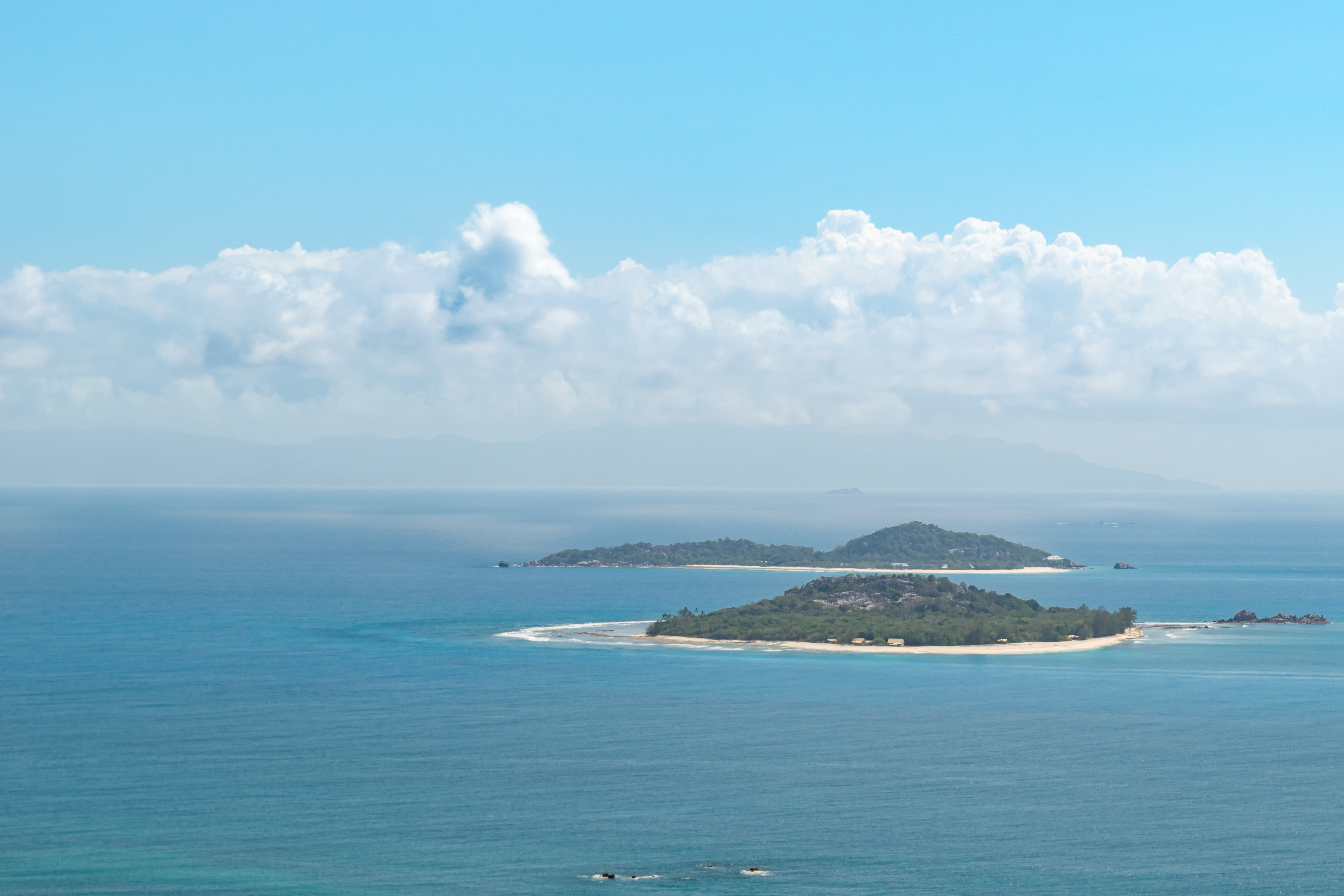
Vue aérienne de l'île Cousin et l'île Cousine.

L'archipel des Îles Intérieures des Seychelles mesure 243,7 km2 (54 % de la superficie du pays) et regroupe 98 % de la population.

### Groupe granitique
Le  groupe granitique compte 41 îles et îlots répertoriés,, toutes situées dans un cercle de 60 km de rayon. Elles sont granitiques et la plupart possèdent une bande côtière étroite entourant des collines qui atteignent  914 m sur Mahé. Cette dernière île est la plus grande de l'archipel avec 142 km2.
- Aride
- au Cerf
- aux Cocos
- Conception
- Cousin
- Cousine
- Curieuse
- Félicité
- Frégate

- Îles Sœurs
  - Grande Sœur
  - Petite Sœur

- La Digue
- Mahé
- Marianne
- Moyenne
- du Nord
- Poivre
- Praslin
- Ronde
- Sainte Anne
- Silhouette
- Thérèse
- Mamelle
- Saint Pierre (en)
- aux Vaches (en)
- aux Rats (en)
- aux Souris (en)
- Sèche (en)
- Chauve Souris (en)
- Anonyme (en)
- Cachée (en)
- L'Islette (en)
- Ronde (Mahé) (en)
- Longue (en)
- Booby (en)
- Hodoul (en)

### Îles coralliennes proches
Deux îles coralliennes proches, situées à 90 km au Nord, complètent l'archipel des îles Intérieures  
- Île aux Oiseaux  (aux Vaches, Bird)
- Île de Denis

### Îles artificielles du port de Victoria (Mahé)
- Eden Island
- Île de Romainville
- Port Island (en)
- Perseverance Island (en)

- Aurore Island (en)
- Soleil Island (en)

### Île artificielle du port de Baie Sainte Anne (Praslin)
- Eve Island (en)

## Îles Extérieures
Les îles Extérieures, dites éloignées (Zil Elwannyen en créole), sont un terme collectif pour désigner cinq groupes totalisant 72 îles et îlots répertoriés,:
- Le groupe corallien méridional (parfois groupé avec les îles intérieures) :
  - Île Platte
  - Coëtivy

- Îles Amirante (3 atolls et 9 cayes ; 26 îles) :
  - Île Desroches (atoll)
  - Île d'Arros (caye)
  - Îles Poivre (atoll avec 3 îles)
  - Île Marie Louise (caye)
  - Caye Boudeuse
  - Rémire (en)
  - Desnoeufs (en)
  - Banques africaines (en) (2 îlots)
  - Récif Bertaut (en)
  - Atoll Saint-Joseph (13 îles et îlots)
    - Île Saint Joseph (ceb)
    - Île aux Fouquets (ceb)
    - Ressource (ceb)

  - Caye Étoile (en)

- Groupe d'Aldabra :
  - Aldabra (16 îles répertoriés)
    - Île Grande Terre
    - Île Picard
    - Île Malabar
    - Île Polymnie

  - Île de l'Assomption
  - Cosmoledo (17 îles et îlots)
    - Île Menai (de)
    - Île Wizard (de)

  - Île Astove

- Groupe de Farquhar :
  - Atoll Farquhar (2 îles répertoriés)
    - Île du Sud (de)
    - Île du Nord (de)

  - Atoll Providence (2 îles)
    - Île Cerf
    - Île Providence

  - Île Saint-Pierre

- Groupe Alphonse :
  - Atoll Alphonse
  - Atoll Saint-François :
    - Île Saint-François
    - Île Bijoutier

Les îles Extérieures mesurent 211,3 km2 (46 % du total des Seychelles), mais regroupent moins de 2 % de la population. Toutes sont coralliennes et donc peu élevées. Elles ne possèdent pas d'eau potable.